# Горени Лог
Горени Лог (на словенски: Gorenji Log) е село в Словения, регион Горишка, община Толмин. Според Националната статистическа служба на Република Словения през 2015 г. селото има 47 жители.